# Girgarre East
Girgarre East är en ort i Australien. Den ligger i kommunen Greater Shepparton och delstaten Victoria, omkring 150 kilometer norr om delstatshuvudstaden Melbourne. Girgarre East ligger 111 meter över havet och antalet invånare är 143.
Närmaste större samhälle är Kyabram, omkring 13 kilometer norr om Girgarre East. 